# 올가 사프로노바
올가 예브게니예브나 사프로노바(러시아어: О́льга Евге́ньевна Сафро́нова, 1991년 11월 5일~)는 카자흐스탄의 육상 선수로 주 종목은 단거리 달리기이다. 결혼 전 이름은 올가 예브게니예브나 블루도바(러시아어: О́льга Евге́ньевна Блу́дова)였다.

## 경력
1991년 카라간다에서 태어났다. 육상 입문 초기에는 멀리뛰기와 높이뛰기를 했으나 코치인 유리 마시타코프의 권유로 단거리 달리기로 전향했다. 2007년에 카자흐스탄 유스 국가대표로 발탁되었고 2010년에 카자흐스탄 성인 국가대표로 발탁되었다.
2014년 10월 대한민국 인천에서 열린 2014년 아시안 게임 여자 200m 결승에서 23.02초의 기록으로 1위에 올라 금메달을 획득했다.

## 개인사
아버지인 예브게니 블루도프는 운전사로 일했고 어머니 이리나 블루도바는 장애물 달리기 선수로 활동했으며 남동생 막심 블루도프는 높이뛰기 선수로 활동하고 있다. 그녀는 카자흐스탄의 멀리뛰기 선수 콘스탄틴 사프로노프와 결혼했고 남편의 성을 따라 이름을 '올가 블루도바'에서 '올가 사프로노바'로 개명했다.

## 수상 내역
- 2010년 제4회 아시아 실내 육상 선수권 대회 여자 60m 3위
- 2010년 아시아 주니어 육상 선수권 대회 여자 100m 2위
- 2014년 제6회 아시아 실내 육상 선수권 대회 여자 60m 2위
- 2014년 제17회 인천아시아경기대회 여자 200m 금메달
- 2014년 제17회 인천아시아경기대회 여자 100m 동메달